# Косовска Митровица
Косовска Митровица (алб. Mitrovicë или Mitrovica; 1981—1991. Титова Митровица, алб. Mitrovica e Titos) је градско насеље и седиште истоимене општине у Србији, које се налази у северном делу Косова и Метохије и административни је центар Косовскомитровачког управног округа. Према попису из 2024. било је 35.717 становника.
Након завршетка рата на Косову и Метохији, Косовска Митровица је етнички подељена између Срба, који насељавају северни део града, и Албанаца, који живе на југу. Границу између северног и јужног дела Косовске Митровице чини река Ибар, док је мост на Ибру постао главни симбол поделе града. У граду такође раде два универзитета — Универзитет у Приштини са измештеним седиштем у Косовској Митровици по систему Републике Србије, као и Универзитет у Косовској Митровици по систему Републике Косово.

## Етимологија
Косовска Митровица је једна од најстаријих насеобина на Космету. Први пут се помиње у средњовековним писаним документима. Име Митровица потиче из 14. века, по цркви Светог Димитрија Солунског, која је била испод звечанског утврђења, а коју је 1315. године српски краљ Милутин даровао својој задужбини — манастиру Бањска. Око цркве је било српско гробље, а од 19. века ту се сахрањују и Турци. У непосредној близини је сада Споменик рударима устаницима, који су се 1941. године придружили народноослободилачким бригадама у Србији.
Након смрти Јосипа Броза Тита, у складу са начелом да би у свакој републици и покрајини СФРЈ по један град требало да понесе име председника Тита, Косовска Митровица мења 1981. године име и постаје Титова Митровица. Почетком 90-их година 20. века граду је враћено његово старо име Косовска Митровица.

## Историја
На простору града нађени су трагови рударења из доба неолита, римски жртвеници и статуете (2—3. век). У 6. веку византијски цар Јустинијан I гради тврђаву Звечан. Као рударски град Трепча се помиње 1303. године. У Старом Тргу се до бомбардовања 1999. године налазио Музеј кристала. У близини су остаци тврђаве Ћутет (13. век). У Брњаку је био град-дворац (друга половина 13. века) који је припадао жени српског краља Стефана Уроша I, Јелени Анжујској, која је у њему умрла 1314. године. У време Немањића крај Косовске Митровице већ се налазио град Звечан који је играо важну улогу у средњовековној историји Србије, а чији се остаци кула и данас уздижу на оближњем истоименом брду. За време Османског царства Митровица је била мала оријентална варош.
Прва српска народна школа радила је у месту између 1867—1876. године. Касније је поново отворена.

Маја 1902. Русија је отворила конзулат у Митровици, забринута растом аустроугарског утицаја. Руски конзул Григориј Степанович Шчербина је међу албанским муслиманима доживљен као доносилац реформи због чега је у марту 1903. избила албанска побуна. Она је била је изазвана не само најавом реформи, од којих је најгоре примљена идеја о хришћанским жандармима, већ и низом покушаја наплате пореза претходних година. Албанске банде су напале османски гарнизон у Митровици 30. марта 1903. а у борбама је рањен и сам руски конзул. После два сата борби и око стотину мртвих нападачи су се повукли испред османске артиљерије. 10. априла од последица рана преминуо је руски конзул Григориј Шчербина.. 1904. Аустроугарска у Митровици отвара сопствени конзулат. Митровачки муслимани су аустроугарском конзулу приредили пријатељски дочек видећи у њему противтежу руском конзулу и могућем српском напредовању.
Након Првог балканског рата 1912. године, Косовска Митровица 26. октобра, заједно са остатком Старе Србије, улази у састав Краљевине Србије, а 1918. Краљевине Срба, Хрвата и Словенаца.
За време Другог светског рата Косовска Митровица и рудник Трепча били су у саставу Недићеве Србије, у оквиру немачке окупационе зоне. Након Другог светског рата, у складу са начелом да би у свакој републици и покрајини СФРЈ по један град требало да понесе име председника Јосипа Броза Тита, Косовска Митровица мења име и постаје Титова Митровица. 1991. године граду је враћено његово старо име Косовска Митровица.

### Током и после рата на Космету
И град и општина су претрпели велику штету које је изазвало НАТО бомбардовање Србије 1999. године. Ово подручје је било поље терористичког деловања Ослободилачке војске Косова и пре бомбардовања.
Након НАТО агресије, када су из свих градова на Косову и Метохији Срби прогнани, Митровица је успела да одоли суровом етничком чишћењу, захваљујући својим грађанима али и реци Ибру, која је била природна граница етничке подељености града и пре бомбардовања. Град је постао симбол отпора етничком чишћењу на Косову и Метохији. Већина од око 5.000 Рома из овог дела је избегла у друге делове Србије. У северном делу града око 10.000 Срба је остало у својим домовима, али је тај број повећан након доласка српских избеглица из других крајева Косова и Метохије. На северној (српској) обали Ибра живи и око 2.000 Албанаца и 1.700 Муслимана словенског порекла, који живе у неколико градских махала. Скоро сви Срби који су живели у јужном делу града избегли су у северни.
Косовска Митровица је након бомбардовања постала жариште етничких сукоба две заједнице. Мост на Ибру који повезује две стране града чувале су наоружане групе да би спречавале продоре са друге стране. Због тако напете ситуације у граду, трупе КФОР-а и УНМИК полиције су заузеле мост да би спречиле даље сукобе. Међутим, насиље и провокације су се наставиле са обе стране реке, тако да су међународне трупе и полицијски контролни пунктови постављени око појединих подручја, чак и испред појединих зграда.
Дана 17. марта 2004, утапање једног албанског детета из села Чабра у Ибру, за које су унапред оптужени српски младићи из села Зупче да су наводно нагнали псе на албанску децу, искоришћено је од стране албанских терориста и екстремиста као повод за велике етничке сукобе у граду и на ширем подручју Косова и Метохије. Демонстрације хиљада екстремиста албанске националности претвориле су се у нереде и оружане нападе, попримајући облик варварског дивљања и погрома над неалбанским, пре свега српским становништвом, у коме је најмање осам људи погинуло, а око 300 повређено, док је на десетине српских културних објеката, укључујући и цркве и манастире широм Косова и Метохије, опљачкано и спаљено. Ово крвопролиће је било највећи погром на Косову и Метохији након НАТО агресије.
Истог датума, четири године касније, у близини зграде Општинског суда избили су сукоби између српског становништва и специјалних снага УНМИК полиције. Сукоби су испровоцирани безразложним хапшењем судија и службеника суда српске националности. И у овом целодневном инциденту било је десетине повређених, док је један украјински полицајац изгубио живот.

## Географија
Положај
Косовска Митровица се налази на југоисточном рубу Динарских планина, у северном делу косовске области, тамо где Ибар прави велику окуку пред улазак у Ибарску клисуру и испред које, с десне стране, прима своју највећу притоку Ситницу. Смештена је на северу Косовске котлине, на 496 m надморске висине Са истока, севера и запада окружена је планинама Мокром Гором и обронцима Голије и Копаоника, са југа огранцима Чичавице а са северозапада огранцима Рогозне.
Кроз град теку реке Ибар, који га дели на јужни и северни део, Ситница и притока Ибра Љушта, чије је ушће у самом граду.
Од града на север почиње Ибарска клисура кроз коју Ибар тече ка Краљеву, где се улива у Западну Мораву.
Клима

## Индустрија
Брзи развој града започео је у 19. веку, када је једна енглеска компанија отпочела експлоатацију руде олова и цинка у Трепчи, мада се руда овде искоришћавала још у немањићко време. Од тада Косовска Митровица постаје један од највећих, али и најзагађенијих индустријских центара у Србији. Поред рудника Трепча, у Звечану постоји Топионица олова и цинка, а у самом граду међу већим предузећима издвајају се Фабрика суперфосфата (вештачка ђубрива и сумпорна киселина) и Фабрика акумулатора „Трепча“. Са НАТО агресијом и етничким чишћењем Срба из Покрајине, рад рудника, топионице и фабрика је потпуно замро.

## Демографија
Косовска Митровица је некада била насељена искључиво српским становништвом на шта указује више извора. Али, са турским освајањима структура се мењала, све више је растао број муслимана и у демографском и конфесионалном погледу Косовска Митровица је била све више мешовита средина.
Пре НАТО бомбардовања 1999. општина Косовска Митровица имала је око 116.500 становника, по процени ОЕБС-а. По процени из 1991. године општина је имала 104.855 становника, од који су 78% били Албанци, 10,2% Срби и Црногорци, 4,96% Муслимани, 4,63% Роми и 0,41% Турци. Већина неалбанског становништва живела је у граду Косовска Митровица, док је већина Срба живела у северном делу града, а већина Албанаца је живела на јужној страни реке Ибар. Град је постао поприште сталних сукоба јер су екстремисти албанске националности желели да силом успоставе јединствену административну управу над градом, чему се Срби из северног дела оштро противе, верујући да би то био увод у изгнанство Срба из овог града.
Косовска Митровица има 33.904 становника, док подручје општине Косовска Митровица има 71.909 становника према званичним резултатима пописа становништва 2011. године на Косову и Метохији, спроведеног од стране институција самопроглашене Републике Косово. Како попис није спроведен у северном делу града због бојкота Срба, прави број становника је већи. Према процени из 2009. године у северном делу града је живело 12.326 становника.
| Етнички састав према попису из 1961.‍ | Етнички састав према попису из 1961.‍ | Етнички састав према попису из 1961.‍ | Етнички састав према попису из 1961.‍ | Етнички састав према попису из 1961.‍ |
| ------------------------------------ | ------------------------------------ | ------------------------------------ | ------------------------------------ | ------------------------------------ |
|                                      |                                      |                                      |                                      |                                      |
| Албанци                              | Албанци                              |                                      | 13.574                               | 50,8%                                |
| Срби                                 | Срби                                 |                                      | 8.245                                | 30,8%                                |
| Црногорци                            | Црногорци                            |                                      | 1.775                                | 6,6%                                 |
| Муслимани                            | Муслимани                            |                                      | 530                                  | 1,9%                                 |
| Југословени                          | Југословени                          |                                      | 355                                  | 1,3%                                 |
| други                                | други                                |                                      | 1.695                                | 6,3%                                 |
| Укупно: 26.721                       |                                      |                                      |                                      |                                      |

| Етнички састав према попису из 1981.‍ | Етнички састав према попису из 1981.‍ | Етнички састав према попису из 1981.‍ | Етнички састав према попису из 1981.‍ | Етнички састав према попису из 1981.‍ |
| ------------------------------------ | ------------------------------------ | ------------------------------------ | ------------------------------------ | ------------------------------------ |
|                                      |                                      |                                      |                                      |                                      |
| Албанци                              | Албанци                              |                                      | 32.390                               | 61,3%                                |
| Срби                                 | Срби                                 |                                      | 8.933                                | 16,9%                                |
| Роми                                 | Роми                                 |                                      | 4.299                                | 8,1%                                 |
| Муслимани                            | Муслимани                            |                                      | 4.082                                | 7,7%                                 |
| Црногорци                            | Црногорци                            |                                      | 1.503                                | 2,8%                                 |
| Турци                                | Турци                                |                                      | 766                                  | 1,4%                                 |
| Укупно: 52.866                       |                                      |                                      |                                      |                                      |

| Етнички састав према попису из 2011.‍ | Етнички састав према попису из 2011.‍ | Етнички састав према попису из 2011.‍ | Етнички састав према попису из 2011.‍ | Етнички састав према попису из 2011.‍ |
| ------------------------------------ | ------------------------------------ | ------------------------------------ | ------------------------------------ | ------------------------------------ |
|                                      |                                      |                                      |                                      |                                      |
| Албанци                              | Албанци                              |                                      | 31.646                               | 93,3%                                |
| Ашкалије                             | Ашкалије                             |                                      | 647                                  | 1,9%                                 |
| Роми                                 | Роми                                 |                                      | 528                                  | 1,6%                                 |
| Турци                                | Турци                                |                                      | 515                                  | 1,5%                                 |
| Бошњаци                              | Бошњаци                              |                                      | 340                                  | 1%                                   |
| Укупно: 33.904                       |                                      |                                      |                                      |                                      |

Број становника на пописима:
|             | \| Демографија[10] \| Демографија[10] \| Демографија[10] \| \| Година \| Становника \| Становника \| \| --------------- \| --------------- \| --------------- \| \| 1948. \| 13.901 \| \| \| 1953. \| 17.195 \| \| \| 1961. \| 26.721 \| \| \| 1971. \| 42.160 \| \| \| 1981. \| 52.866 \| \| \| 1991. \| 64.323 \| \| |            |
| Демографија | |            |
| Година      | Становника | Становника |
| 1948.       | 13.901 |            |
| 1953.       | 17.195 |            |
| 1961.       | 26.721 |            |
| 1971.       | 42.160 |            |
| 1981.       | 52.866 |            |
| 1991.       | 64.323 |            |

## Култура
Сви административни и културни објекти Митровице налазе се у јужном, албанском делу, па и православни храм Свети Сава. Са поделом града, српски део остао је без адекватних услова за рад — Културни центар, Градска библиотека, аматерско позориште, галерија — све је то остало преко Ибра. Због чега су се за рад морали користити просторије некадашњег Техничко-металуршког факултета. У Косовској Митровици је од 2005. године смештена и Српска драма Народног позоришта у Приштини, чија се сцена сада налази у Дому културе у Звечану. После 18 година паузе, 2011. године обновљен је Сабор културно-уметничког стваралаштва Србије. Ова манифестација окупља ликовне уметнике, писце, фолклорне ансамбле и културне посленике из Србије, Републике Српске и Црне Горе. Од 2001. године налази привремено седиште већине факултета Универзитета у Приштини, а такође у Северној Косовској Митровици се налази и Градски музеј Косовска Митровица.
Од 2003. године у оближњем Звечану редовно се одржава и „Норт Сити џез и блуз фестивал“, на коме су гостовали многи еминентни музичари из Србије и света. На узвишењу изнад града, у северном делу Митровице, после НАТО бомбардовања, саграђена је црква Светог Димитрија. Градска слава Косовске Митровице је празник Митровдан који се обележава 8. новембра.

## Познате личности
- Мето Баjрактари, народни херој Југославије
- Мухарем Бектеши, народни херој Југославије
- Џафер Дева, албански фашистички политичар
- Радослав Зеленовић, некадашњи уредник филмске редакције РТС и директор Југословенске кинотеке
- Слађана Делибашић, српска денс певачица
- Милица Милисављевић Дугалић, српска певачица
- Милан Мојсиловић, српски генерал
- Џевад Прекази, југословенски фудбалер
- Драгица Радосављевић Цакана, српска певачица
- Стеван Стојановић, југословенски и српски фудбалер
- Сулејман Угљанин, српски и бошњачки политичар
- Никола Лазетић, српски фудбалер
- Јелена Триван, српска политичарка
- Милош Красић, српски фудбалер
- Милан Бишевац, српски фудбалер
- Рона Нишлију, албанска певачица
- Невена Божовић, српска певачица

## Градови побратими
Косовска Митровица је побратимљена са следећим градовима:
- Бања Лука, Босна и Херцеговина (Република Српска)
- Панчево, Србија
- Крушевац, Србија
- Мали Зворник, Србија
- Ужице, Србија
- Тирана, Албанија

## Галерија
- Скица Косовске Митровице и Звечана из 1950. године
- Косовска Митровица ноћу.
- Црква Светог Димитрија, у позадини Споменик рударима.
- Црква Светог Саве
- Ибар
- Панорама Косовске Митровице виђена са брда Звечан.
- Панорама Косовске Митровице виђена са брда Звечан.
- Панорама Косовске Митровице виђена са брда изнад цркве Светог Великомученика Димитрија.
- Црква Светог Димитрија.
- Поглед са брда Кукавица где се налази Споменик рударима јунацима из НОБ-а.
- Поглед са брда Кукавица где се налази Споменик рударима јунацима из НОБ-а.
- Поглед са брда Кукавица где се налази Споменик рударима јунацима из НОБ-а.
- Поглед са брда Кукавица где се налази Споменик рударима јунацима из НОБ-а.
- Поглед са брда Кукавица где се налази Споменик рударима јунацима из НОБ-а.
- Поглед са брда Кукавица где се налази Споменик рударима јунацима из НОБ-а.
- Поглед са брда Кукавица где се налази Споменик рударима јунацима из НОБ-а.
- Поглед са брда Кукавица где се налази Споменик рударима јунацима из НОБ-а.